# Scindapsus alpinus
Scindapsus alpinus là một loài thực vật có hoa trong họ Ráy (Araceae). Loài này được Alderw. miêu tả khoa học đầu tiên năm 1922.